# Neprochovy
Neprochovy (dříve též Neprachov či Neprachovy) jsou malá vesnice, část města Nalžovské Hory v okrese Klatovy v Plzeňském kraji. Nachází se asi pět kilometrů severovýchodně od Nalžovských Hor. Neprochovy jsou také název katastrálního území o rozloze 2,96 km².

## Historie
První písemná zmínka o vesnici pochází z roku 1364.

## Obyvatelstvo
| Rok            | 1869 | 1880 | 1890 | 1900 | 1910 | 1921 | 1930 | 1950 | 1961 | 1970 | 1980 | 1991 | 2001 | 2011 | 2021 |
| -------------- | ---- | ---- | ---- | ---- | ---- | ---- | ---- | ---- | ---- | ---- | ---- | ---- | ---- | ---- | ---- |
| Počet obyvatel | 250  | 250  | 275  | 278  | 229  | 242  | 204  | 149  | 148  | 128  | 83   | 54   | 42   | 25   | 30   |
| Počet domů     | 29   | 31   | 32   | 34   | 35   | 38   | 37   | 38   | 33   | 31   | 28   | 34   | 33   | 33   | 33   |

## Obecní správa
Při sčítání lidu v letech 1850–1889 Neprochovy byly osadou obce Těchonice v okrese Klatovy. V letech 1890–1975 byly samostatnou obcí, se kterým patřily nejprve do okresu Klatovy, ale v roce 1950 v okrese Horažďovice a od roku 1960 opět v okrese Klatovy. Od 1. ledna 1976 do 30. června 1980 byly znovu částí obce Těchonice v okrese Klatovy. Od 1. července 1980 jsou částí města Nalžovské Hory v okrese Klatovy.

## Pamětihodnosti
- Kaple

## Galerie

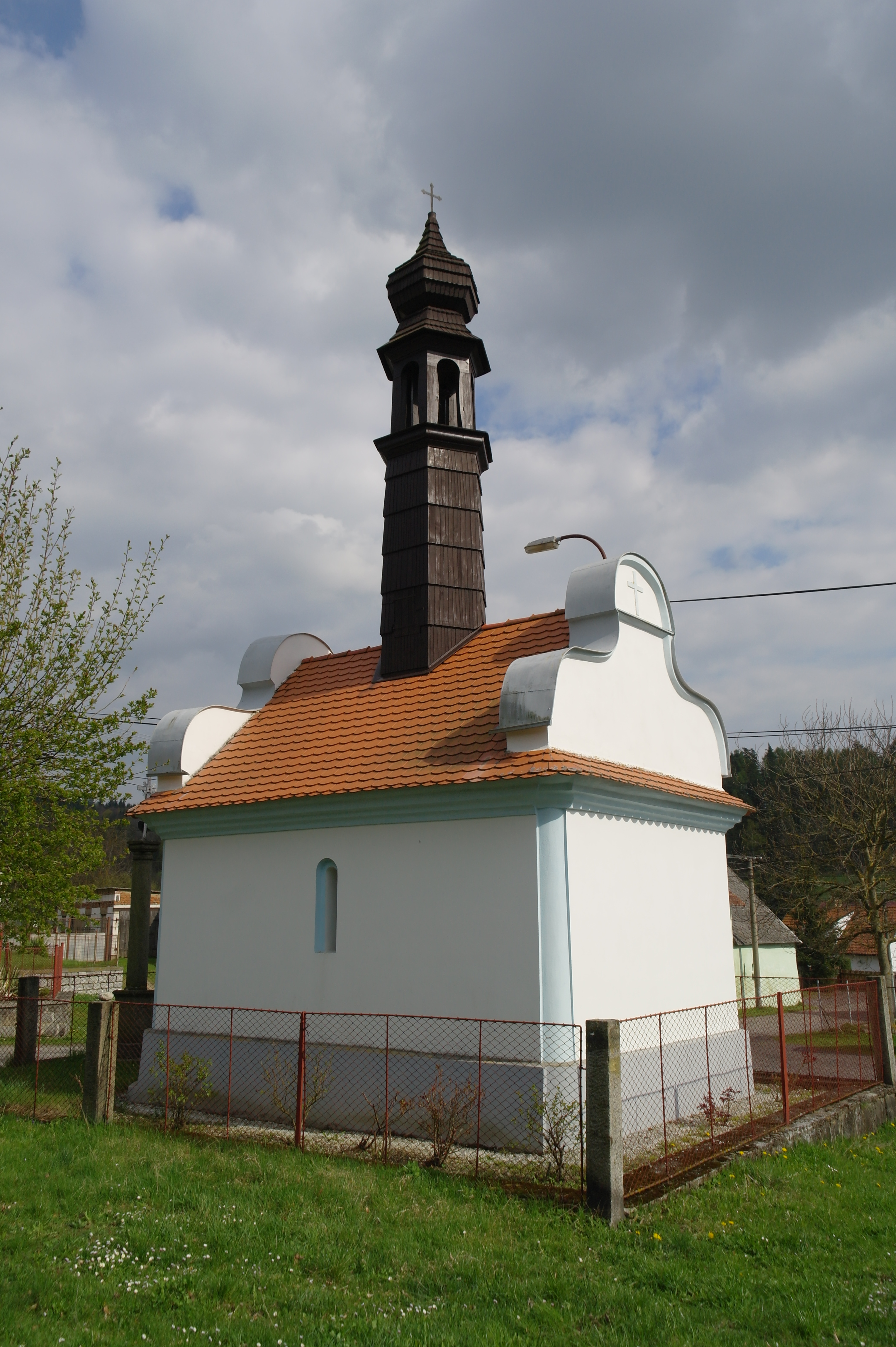
Kaple zezadu
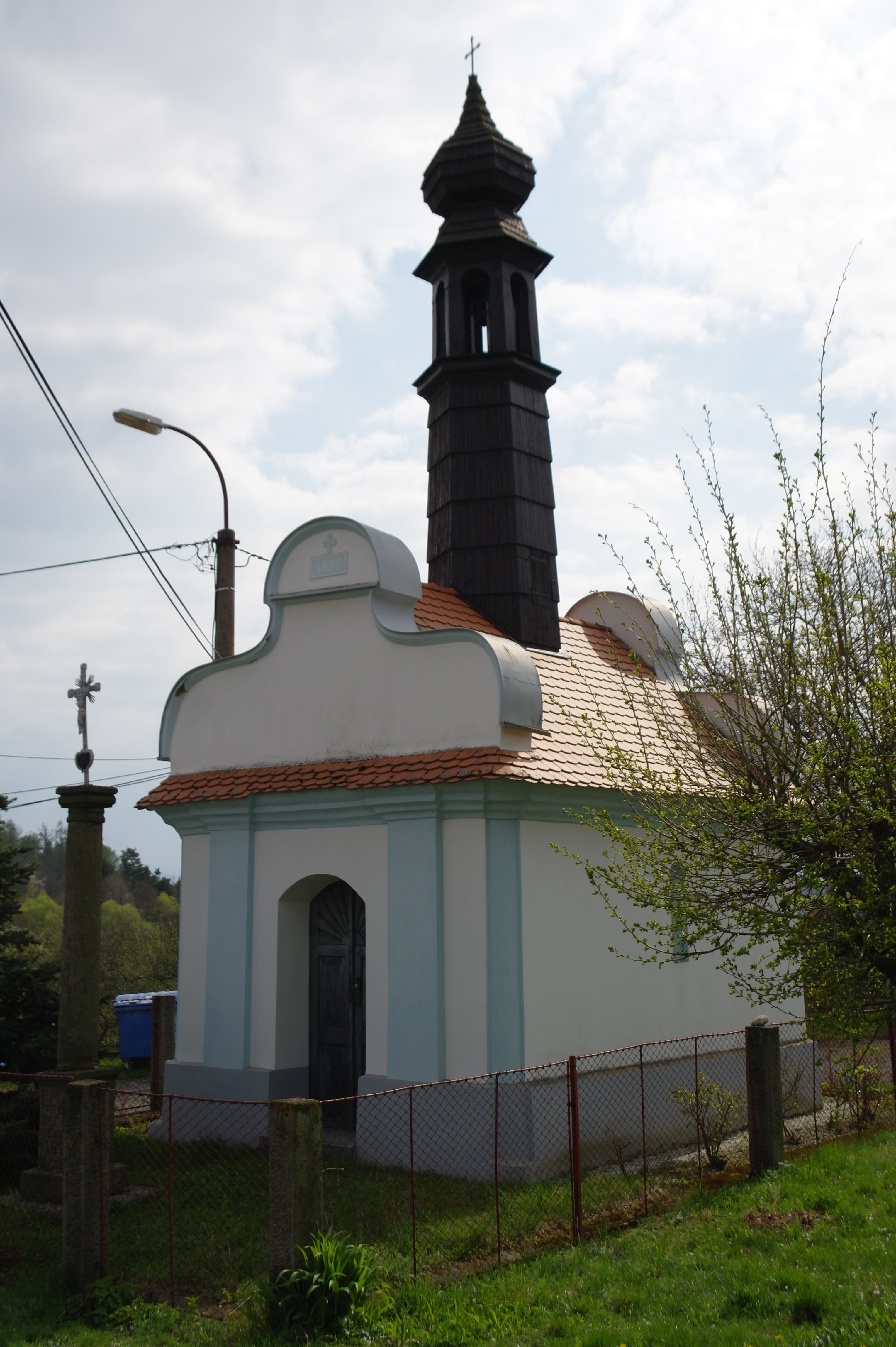
Kaple zepředu
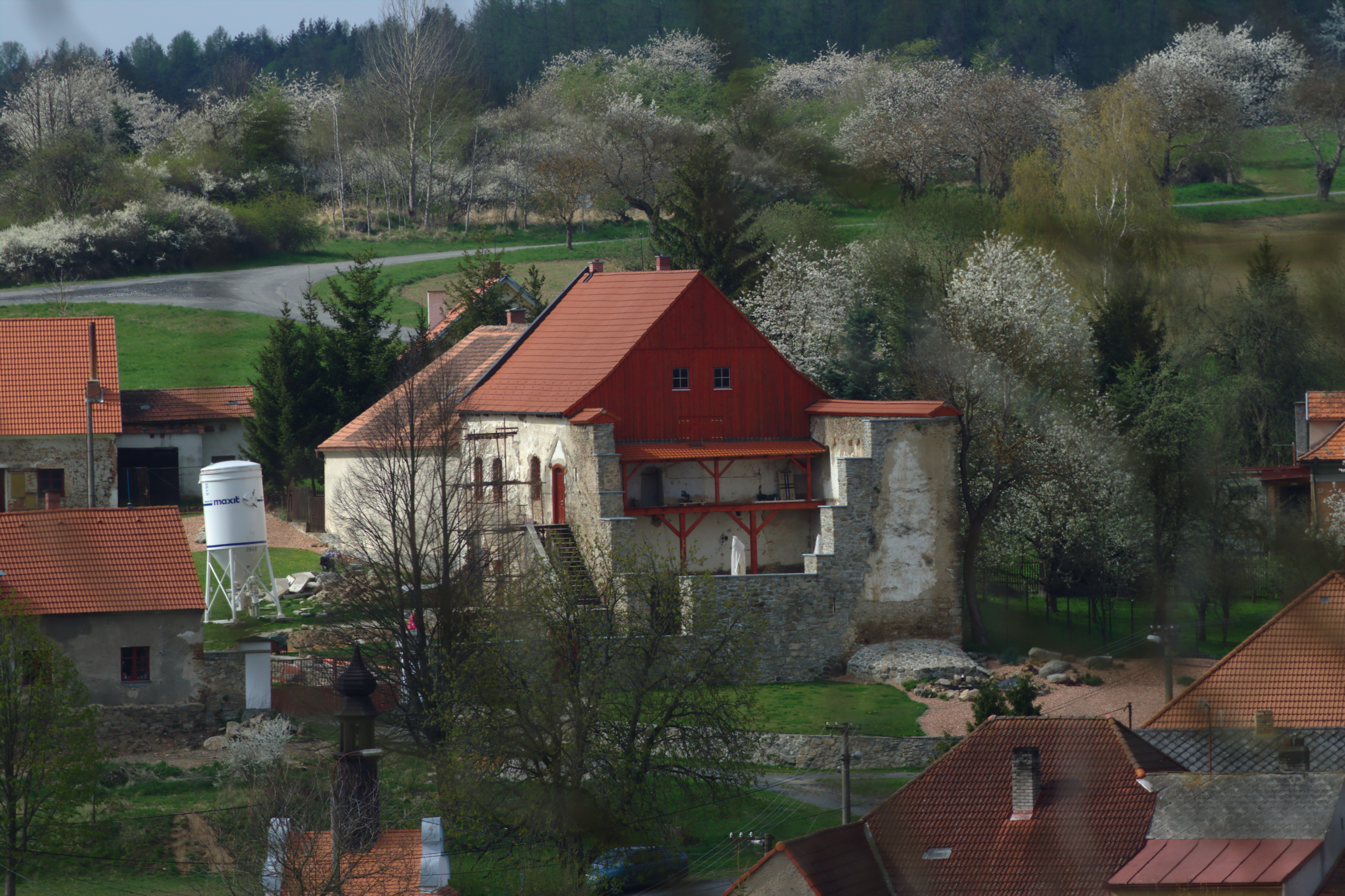
Pohled zdáli